# Systemprogramvaran till Playstation 3
I likhet med Playstation Portable använder sig Playstation 3 av ett operativsystem som kallas systemprogramvara. Systemprogramvaran uppdateras kontinuerligt av Sony, för att ge konsolen fler och förbättrade funktioner samt för att täppa till säkerhetshål och förhindra piratkopiering.
Systemprogramvaran kan i dagsläget uppdateras på följande tre vis:
- Direktnedladdning till Playstation 3 över Wi-Fi eller ethernet. Detta görs genom att välja "Inställningar", "Systemuppdatering" från XMB.
- Nedladdning av uppdateringsfil till PC, som sedan förs över till Playstation 3 via nätverk, minneskort, eller annat media.
- Uppdatering som följer med vissa spel. Att systemprogramvara inkluderas beror ofta på att spelet kräver den bifogade systemprogramvaran för att fungera.

## Uppdateringshistorik: systemprogramvaran
Eftersom nya uppdateringar för systemprogramvaran släpps kontinuerligt har majoriteten av alla sålda konsoler inte den senaste systemprogramvaran installerad. Spel som kräver en viss lägsta version för att fungera korrekt inkluderar uppdateringen på skivan. Till exempel inkluderade spelet Ratchet & Clank Future: Tools of Destruction systemprogramvara 1.94. Denna uppdatering gav stödet för DualShock 3-kontrollerna, vilket spelet var det första att stödja.
Uppdateringar hämtas automatiskt på internet.

### Uppdateringsdetaljer
| Rubrik      | Inställningsändringar                                       | Mediaändringar                                                      | Skivändringar                                                | Speländringar                                            | Systemändringar                                                   |
| ----------- | ----------------------------------------------------------- | ------------------------------------------------------------------- | ------------------------------------------------------------ | -------------------------------------------------------- | ----------------------------------------------------------------- |
| Beskrivning | Ändringar främst relaterade till systemets inställningsmeny | Ändringar främst relaterade till foto, musik och/eller videomenyer. | Ändringar främst relaterade till CD, SACD, DVD, Blu-ray Disc | Ändringar främst relaterade till PS1-, PS2- and PS3-spel | Andra ändringar som till exempel stabilitet, nätverk och hårdvara |

| Version, Lanseringsdatum Noteringar                | Beskrivning |
| -------------------------------------------------- | --- |
| 4.40 21 mars 2013                                  | Systemändringar - Uppdateringen av systemprogramvaran 4.40 tillåter användare att automatiskt ladda ner innehåll som köpts från store.sonyentertainmentnetwork.com till PS3. - Det trådlösa stereoheadsetet (CECHYA-0080/CECHYA-0086) och stereoheadsetet (CECHYA-0088) kan nu användas med PlayStation 2-klassiker som har hämtats från PlayStation Store. - Stabiliteten vid användning av vissa funktioner har förbättrats. |
| 4.31 30 oktober 2012                               | Systemändringar - Ett problem med att spelskärmen hänger sig har upptäckts i vissa program i PlayStation 3-format. Den här versionen av systemprogramvaran åtgärdar det problemet. |
| 4.30 24 oktober 2012                               | Inställningsändringar - [Türkçe] har lagts till under Systeminställningar > [Systemspråk]. Systemändringar - Trofésamlingen har fått ny form. - [SingStar] har lagts till under Spel. - Life with PlayStation® startar inte längre automatiskt. Tjänsten kommer att avslutas. |
| 4.25 12 september 2012                             | Systemändringar - Nu kan man spara mer data online, den högsta tillgängliga lagringskapaciteten för ett konto har utökats till 1 GB, och det högsta antalet poster med sparade data har utökats till 1 000. |
| 4.21 5 juli 2012                                   | Systemändringar - Stabiliteten vid användning av viss PS3-programvara har förbättrats. |
| 4.20 26 juni 2012                                  | Inställningsändringar - Under Inställningar > [Energisparinställningar] > [Automatisk systemavstängning] kan man nu ange hur lång tid det ska ta innan systemet automatiskt stängs av för [Video/TV/Musik/Foto] och för [Spel/Andra funktioner]. - När man har anslutit det trådlösa stereoheadsetet (CECHYA-0080) kan man nu justera återkopplingsnivån för mikrofonljudet. Välj [Sidetone] (återkoppling) under Inställningar > [Tillbehörsinställningar] > [Inställningar för ljudenhet]. - Under [Inställningar för datum och tid] > [Tidszon] har [Samoa] ändrats till [Amerikanska Samoa] och [Självständiga staten Samoa]. Systemändringar - Under Spel > [Verktyg för sparade data (PS3™)] kan man nu välja flera sparade dataobjekt och välja att radera eller kopiera dem samtidigt. - Krypteringsnyckeln har förnyats för AACS, kopieringsskyddssystemet för Blu-ray Disc-videomaterial. Om man ser ett meddelande om förnyelse av krypteringsnyckel under uppspelningen av kommersiellt tillgängliga BD-videoskivor (BD-ROM) ska man uppdatera systemprogramvaran till den senaste versionen. Krypteringsnyckeln förnyas då automatiskt. |
| 4.11 16 februari 2012                              | Systemändringar - Stabiliteten vid användning av vissa funktioner har förbättrats. |
| 4.10 8 februari 2012                               | Inställningsändringar - [Ställ in automatiskt] har lagts till som alternativ under [Inställningar] > [Inställningar för datum och tid]. Systemändringar - Webbläsarens innehållsvisning har förbättrats. |
| 4.00 30 november 2011                              | Inställningsändringar - Alternativet [Radera säkerhetskopior från PS Vita-systemet] har lagts till som funktion under @(Systeminställningar). - Uppskalad signal och filmkonvertering kan nu användas för material på Blu-ray Disc™ (BDMV). - Man kan nu välja vilka poster man vill uppdatera under Inställningar > [Systeminställningar] > [Automatisk uppdatering]. - [Engelska (Storbritannien)] och [Portugisiska (Brasilien)] har lagts till som alternativ under Inställningar > [Systeminställningar] > [Systemspråk]. - [Sekretessinställningar] har lagts till som ny funktion under [Kontohantering]. Systemändringar - Kompatibilitet med PlayStation®Vita-systemet - Alternativet [Applikationsverktyg för PS Vita-systemet] har lagts till. |
| 3.73 18 oktober 2011                               | Systemändringar - Uppspelningskvaliteten vid användning av vissa program av PlayStation 3-format har förbättrats. |
| 3.72 20 september 2011                             | Systemändringar - Uppspelningskvaliteten vid användning av vissa program av PlayStation 3-format har förbättrats. |
| 3.70 10 augusti 2011                               | Inställningsändringar - Trophy-information kan nu synkroniseras med servern regelbundet och automatiskt. Mediaändringar - Filer i MPO-format (Multi-Picture format) för 3D-foton och flervinkelsfoton kan nu visas under Foto och i [Photo Gallery]. Skivändringar - Nu kan man spela upp Blu-ray Java™ ("BD-J")-innehåll i 3D*, och lyssna på BD-J-innehåll som sparats på Blu-ray 3D™-skivor. - DTS-HD-ljud kan nu spelas upp när man spelar Blu-ray 3D™-innehåll. Systemändringar - TV-/videotjänster har lagts till som kategori på XMB™ (XrossMediaBar)-menyn. - Man kan lagra nya och nyligen sparade speldata för PlayStation 3-programvara automatiskt och regelbundet i Onlinelagring. - En funktion har nu lagts till för att dela information om produkter i PlayStation Store med ens vänner. Genom att välja [Rekommendera] på informationssidan för en produkt kan man skicka ett meddelande som introducerar produkten för ens vänner. |
| 3.66 23 juni 2011                                  | Systemändringar - Systemets stabilitet har förbättrats vid användning av PlayStation 3-programvara och nätverkstjänster. |
| 3.65 juni 2011                                     | Systemändringar - Saved Data Utility (verktyg för sparade data) för PSP-spel. - Stabiliteten vid användning av viss PS3-programvara har förbättrats. |
| 3.61 15 maj 2011                                   | Systemändringar - Ett otillåtet intrång på PlayStation Network har bekräftats och som en säkerhetsåtgärd har det lagts till en process som gör att alla som har ett Sony Entertainment Network account (Sony Entertainment Network-konto) måste ändra sina lösenord. |
| 3.60 10 mars 2011                                  | Inställningsändringar - Under [Energisparinställningar] > [Automatisk avstängning av kontroll] kan man nu ställa in PS3-systemet så att de anslutna eller hopparade handkontrollerna stängs av om de inte använts på 10, 20 eller 30 minuter. Systemändringar - Onlinelagringsutrymme. |
| 3.56 27 januari 2011                               | Systemändringar - En säkerhetsuppdatering har lagts till. |
| 3.55 7 december 2010                               | Systemändringar - En korrigeringsfil har lagts till som åtgärdar en säkerhetslucka i systemprogramvaran. |
| 3.50 21 september 2010                             | Skivändringar - Uppspelning av 3D-material inspelat på Blu-ray Disc. Systemändringar - Nu kan man skicka klagomålsrapporter om man får oönskade meddelanden eller utsätts för trakasserier via meddelanden. - Nu kan man komma åt allmän information på Facebook från spel med Facebook-funktioner. |
| 3.42 7 september 2010                              | Systemändringar - En korrigeringsfil har lagts till som åtgärdar en säkerhetslucka i systemprogramvaran. |
| 3.41 27 juli 2010                                  | Systemändringar - Rekommenderade produkter visas nu på produktinformationssidorna på PlayStation Store. |
| 3.40 29 juni 2010                                  | Inställningsändringar - Deep Colour-utmatning (HDMI)] har lagts till som ett alternativ under [Skärminställningar]. - [Automatisk uppdatering] har lagts till som en funktion under [Systeminställningar]. - Standardinställningen för [Automatisk systemavstängning] under [Energisparinställningar] har ändrats till [Efter 2 timmar]. Mediaändringar - PlayStation®Network-området] har lagts till under [Photo Gallery]. - Med funktionen för videoredigering och uppladdning kan man nu redigera videomaterial som finns sparat på PS3-systemets hårddisk och sedan överföra det till Facebook eller YouTube™. - Nu kan man skriva ut ett foto i [Photo Gallery] (fotogalleriet). - Nu kan man radera ett foto i [Photo Gallery]. Systemändringar - Nu kan man se en väns trophy-nivå genom att välja hans eller hennes avatar. - Nu kan man använda ett femstjärnigt betygssystem till att utvärdera produkter som köpts på PlayStation Store. - Den inbyggda klockans funktion för skottår har förbättrats. |
| 3.30 22 april 2010                                 | Inställningsändringar - Nu kan man välja [PC] som alternativ under [Inställningar för fjärrspel] > [Registrera enhet]. När man väljer detta alternativ kan man använda fjärrspelsfunktionen till att styra sitt PS3-system från framtida modeller av bärbara VAIO-datorer. - [Bitstream (direkt)] och [Bitstream (mix)] är två nya alternativ under [Videoinställningar] > [Utdataformat för BD-ljud (optiskt digitalt)] Systemändringar - Nu finns det funktioner för 3D-stereoskopiska spel. - Nu kan man sortera sina trophies efter spelnamn eller det datum man förtjänade den. - Namnen på de trophies man inte har lyckats få ännu visas nu som [Dold trophy] istället för [???]. |
| 3.21 1 april 2010                                  | Inställningsändringar - Funktionerna [Installera annat operativsystem] och [Standardsystem] har tagits bort. Systemändringar - Uppspelningskvaliteten på en del PlayStation®-programvara som hämtats (köpt eller kostnadsfritt material) från PlayStation®Store har förbättrats. - En säkerhetskorrigering lades till som svar på sådana säkerhetsbrister som kan inträffa när videofiler i mp4-format spelas. |
| 3.15 10 december 2009                              | Systemändringar - Nu kan man överföra data som är sparade på hårddisken i ett PS3-system till hårddisken i ett annat PS3-system med en Ethernet-kabel. - Spel i kategorin minis på PlayStation Store kan nu hämtas och användas från den 17 december 2009. |
| 3.10 19 november 2009                              | Inställningsändringar - Inloggnings-ID och lösenord för PlayStation Network har lagts till som poster vilka du kan ta bort genom att använda [Återställ standardinställningar]. - Polska är ett nytt alternativ under [Systeminställningar] > [Systemspråk]. - Nu kan man ändra bakgrundsfärg på sin profilskärm. Mediaändringar - Foton visas i ett rutnät Systemändringar - Anslutningsfunktion för Facebook® - Nu är Video Store på PlayStation Store tillgänglig i Storbritannien, Frankrike, Tyskland och Spanien. |
| 3.01 15 september 2009                             | Speländringar - Den här versionen av systemprogramvaran löser problemet i version 3.00 av systemprogramvaran som gjorde att PS3-systemet kraschade när PlayStation 3-programvarutiteln Uncharted: Drake's Fortune™ spelades. |
| 3.00 1 september 2009                              | Inställningsändringar - [Multi-ljudutdata] är ett nytt alternativ under [Ljudinställningar]. - [Audiospråk för HDD-innehåll] och [Textningsspråk för HDD-innehåll] är nya alternativ under [Videoinställningar]. Mediaändringar - För lagringsmedia som innehåller mappar, har det antal mappar som visas under Foto, Musik och Video utökats. Systemändringar - Nytt utseende på hemmenyn eller XMB™-menyn (XrossMediaBar) - [Informationstavlan] har ersatts av [Nyheter] och har fått en ny utformning och nya funktioner. - Nu kommer man åt det senaste innehållet på PlayStation Store direkt under Spel och Video. - Nu kan man kopiera text med hjälp av skärmtangentbordet. Denna funktionen kan användas till att kopiera text på en skärm där skärmtangentbordet visas, t.ex. skärmen där man skriver ett nytt meddelande under Vänner. - [Skriv ut den här sidan] har lagts till som ett alternativ i webbläsarens bläddringslägesmeny. - [Spara skärmklipp] har lagts till som ett alternativ i webbläsarens bläddringslägesmeny. - Nu kan man komma åt en lista över alla meddelanden till och från en vän på vännens profilskärm. |
| 2.80 24 juni 2009                                  | Systemändringar - Uppspelningskvaliteten på en del PlayStation 3-programvara har förbättrats. |
| 2.76 13 maj 2009                                   | Systemändringar - Förbättring av kvalitén på återuppspelningsfunktionen. - Trophies behöver inte återuppta spelet för att kunna visas efter en uppdatering. |
| 2.70 1 april 2009                                  | Mediaändringar - Videofiler som har köpts från Playstation Store kan nu skickas till en extern hårddisk och sedan lagrad till PS3:ns interna hårddisk för återuppspelning. - Videor som har köpts i en PSP kan nu föras över till en PS3 för återuppspelning. - En så kallad Dynamic Normalizer har lagts till som ett alternativ i "Musikinställningar"-menyn. Systemändringar - Alternativ att söka efter PS3 produkter på Internet. - Kopiera och klistra in från en webbplats är nu möjligt. - [Kopiera den här sidans webbadress] och [Kopiera den här länkens webbadress] har lagts till i Fil-menyn i webbläsaren. - [Webbläsarsäkerhet] har lagts till som ett alternativ i webbläsaren. - Ordningen som vänner visas har ändrats. När det finns en begäran om att lägga till en vän visas de högst upp i vänlistan. - Polska, grekiska, tjeckiska, slovakiska och turkiska kan nu visas i webbläsaren. - [Textchatt] är nu möjligt, vilket skapar ett chattrum där upp till 15 andra PSN-användare kan kommunicera i chattrummet. Textchatten är även möjlig i ett spel. - Alternativet att sortera vänner efter användarnas status och när de senast var online. - Filstorleksgränsen för bifogningar i meddelanden har ökats från 1MB till 3MB. - Nedladdningar visar nu hur lång tid det är kvar. - Fixning av ett problem som berörde uppspelning av musikfiler. |
| 2.60 21 januari 2009                               | Systemändringar - Ett fel som orsakade att spelsparningar för vissa speltitlar blev oaccessbara om användarens PlayStation Network ID eller lösenord byttes har åtgärdats. - Användare kan nu använda Playstation Store utan att behöva vara inloggad på ett Playstation Network-konto. Mediaändringar - Programmet [Photo Gallery] har lagts till under kategorimenyn Foto (kräver dock att man hämtar ytterligare 105 MB nedladdning utöver systemprogramvaran). - Videouppspelning av filer kodade med DIVX version 3.11. |
| 2.53 2 december 2008                               | Systemändringar - Webbläsaren stödjer nu fullskärmsvisning av Adobe Flash-materal. - Stöd för Live movie-uppspelning (använder RTMP-formatet) har lagts till. |
| 2.52 5 november 2008                               | Systemändringar - Uppspelningskvaliteten för vissa PlayStation 3-mjukvaror har förbättrats. - Ett textinmatningsproblem som inträffade när skärmtangentbordet, ett USB-tangentbord eller ett Bluetooth-tangentbord användes tillsammans med vissa PlayStation 3-titlar har lösts. - Ett problem som förhindrar korrekt uppspelning av videomaterial i 59.94 Hz på vissa TV-modeller har lösts. |
| 2.51 27 oktober 2008 Endast demonstrationsenheter  | Systemändringar - Blockad åtkomst till återställningsmenyn på konsolen. Denna utnyttjades för att använda skärmmodellerna för egna syften eller för att formatera hårddiskarna. |
| 2.50 15 oktober 2008                               | Inställningsändringar - Man kan nu ställa in konsolen och/eller de trådlösa kontrollerna att stängas av efter en angiven tid av användarinaktivitet. - Man kan nu ställa in PS3:n att automatiskt stängas av efter att en bakgrundsnedladdning eller en installation av program har slutförts. - BD/DVD-inställningsalternativet under inställningar har bytt namn till videoinställningar. - Alternativen Cinema Conversion och Uppskalare under videoinställningar har bytt namn till BD/DVD Cinema Conversion och BD/DVD Uppskalare. - 50 Hz Video Output har lagts till som ett alternativ under Video Settings. - DivX VOD Registration Code hr lagts till under Systeminställningar. Denna kod kan användas till att registrera konsolen för att kunna spela upp DivX VOD-filer. - Metoden för att återansluta bluetooth-enheter har modifierats. - Tyskt tangentbord (Schweiz], franskt tangentbord (Kanada) och franskt tangentbord (Schweiz) har lagts till som alternativ under tillbehörsinställningar > tangentbordstyp. Mediaändringar - En scensökningsfunktion liknande den på Playstation Portable har lagts till. Denna funktion tillåter en video eller en PlayTV-inspelning att brytas upp till intervaller om 15, 30 sekunder eller en, två eller 5 minuer, vilka kan kommas åt snabbt. - Man kan nu välja att spela upp alla videor under Videomenyn på XMB:n i följd. - Man kan nu använda Mosquito Noise Reduction-inställningen på videor sparade på konsolens hårddisk eller externa lagringsmedia. - Volymkontrollen har nu nio nivåer istället för fyra. - En pausknapp har lagts till på minimusikpanelen på XMB:n. - "Frame Conversion" har nu tagits bort från MPEG-4-videor. Allt annat än 50 Hz material kommer nu att visas i NTSC, vilket kommer att visas i svartvitt på PAL-system som är inkompatibla med NTSC. Systemändringar - Det officiella "PS3 bluetooth headset" stöds nu och en "high-quality (HQ) -inställning" finns för denna enhet, vilket tillåter en högre klarhet i röstkommunikation. - En indikator har lagts till på skärmen och visar headsetets batteristatus, volymnivå och om HQ-inställningen är aktiv. - PlayStation Trophies-gränssnittet har modifierats för att visa hur många procent av vad som krävs för nästa nivå utöver nuvarande nivå när man granskar profiler eller jämför troféer. - Notifieraren på skärmen som visas när spelaren tilldelas en trofé visar nu den specifika troféikonen skapad av spelutvecklaren. - Applikationerna PlayStation Network Sign-Up och Account Management har förändrats. - Metoden för att avaktivera automatisk inloggning och metoden för att logga ut från PlayStation Network har modifierats. - Information har lagts till under avataren hos icke-inloggade vänner i vänlistan och nu visas tiden sedan de senast loggade in. - Ett alternativ kallat "redeem codes" har lagts till direkt i PlayStation Store för att göra det lättare att hantera PlayStation Network Card. - Webbläsaren stödjer numera innehåll skrivet i Adobe Flash 9. - Objekt på Information Board kan nu länka direkt till ett objekt i PlayStation Store. - Finska, svenska, danska och norska har lagts till som alternativ i My languages under Account Management. - Man kan numera välja skrivare med nätverksstöd (nätverksskrivare. - HP-skrivare stöds numera. - Ett återställningsläge finns numera. Speländringar - Skärmdumpar i spelen kan tas under spel. Denna funktion stöds om speltillverkaren tillämpar den. - [Synka med Server] har lagts till som ett alternativ under "Trophy Collection". |
| 2.43 16 september 2008 Endast obligatorisk i Japan | Systemändringar - Ändringar för att stödja lanseringen av hyrbart innehåll på PlayStation Store i Japanregionen. |
| 2.42 29 juli 2008                                  | Speländringar - Förbättrar uppspelningskvaliteten hos vissa PlayStation 3- och PlayStation.mjukvaror. |
| 2.41 8 juli 2008                                   | Systemändringar - Buggfixar för diverse problem som uppdatering 2.40 orsakade. - Ändrade platinumtroféikonen. - Ny sida tillagd till användarprofilen under [Players Met] som visar senaste spelet som spelats med den användaren. - Möjlighet att spela in TV-program genom att använda PlayTV samtidigt som ett spel spelas. |
| 2.40 2 juli 2008 Tillbakadragen, 2 juli 2008       | Inställningsändringar - Man kan nu ställa in spelkonsolen så att den stängs av automatiskt efter att den uppdaterat systemprogramvaran. - Omtilldela kontroller och Vibrationsfunktion har lagts till som alternativ under tillbehörsmenyn. Speländringar - Man kan nu komma åt XMB under spel. - Endast vissa funktioner hos XMB:n kan användas när ett spel spelas. - Om PS-knappen trycks ned i mer än två sekunder kommer en meny fram där alternativen avsluta spel, stänga av systemet, kontrollerinställningar etc. visas. - XMB:n visas inte när man spelar PlayStation 2- eller PlayStation-mjukvara. - XMB:n kan inte visas när man spelar vissa PS3-spel och applikationer. - För att kunna lyssna på musik under spel behöver spelutvecklaren ha lagt till stöd för detta. - Proceduren för att avsluta ett PS3-spel har ändrats, man kan nu avsluta ett spel från XMB. - Man kan nu samla troféer i spel som stödjer denna funktion. Systemändringar - En ny "view mode" har lagts till på PlayStation Store - Sök har lagts till som ett alternativ i sökmenyn hos webbläsaren. - Man kan nu genomföra en Internetsökning direkt ifrån XMB. - Systemklockan kan nu visas i XMB:n. Datumet och tiden som ställts in under menyn "Datum och tid" är de som visas. - När man använder tangentbord kan man nu radera all text i ett fält samtidigt. - En ikon visas nu när PS-knappen trycks ned när en operation utförs där PS-knappen ej kan användas. - Numera kan konsolen stängas av från XMB. - Antalet vänner som kan läggas till på vänlistan har ökats från 50 till 100. - Den tidigare Informationsskärmen för vänner har gjorts om och kallas nu för profil. Mediaändringar - Man kan nu sortera objekt som har grupperats efter månad eller år. - Man kan nu skriva ut bilder från en spellista under Foto. - Man kan nu använda en liten kontrollpanel för att kontrollera musiken som spelas upp. - Man kan nu spela upp innehåll kodat i formatet MP3 Surround. - MP3 Surround kan endast spelas upp med utmatning i Linear PCM. - Man kan nu använda funktionerna "Frame Noise Reduction" och "Block Noise Reduction" på videomaterial som sparats på hårddisken eller på ett minneskort eller annan masslagringsenhet. - Man kan numera spela uppskalat material från hårddisken eller annat lagringsmedia. När videon spelas upp skalas den automatiskt upp för att passa skärmens storlek. Skivändringar - Uppskalning av Blu-ray Disc (BDAV)-videomaterial stöds nu. - För uppspelning av DTS lagrad på DVD-Video- och Blu-ray Disc-media, DTS-ES och DTS 96/24 för DVD-Video och DTS-ES Matrix för Blu-ray Discs stöds numera. |
| 2.36 17 juni 2008                                  | Speländringar - Stabiliteten hos PlayStation-mjukvara har förbättrats. |
| 2.35 15 maj 2008                                   | Systemändringar - Under skrivarval kan man nu välja skrivare som stödjer nätverksanslutning. Man kan också välja HP-skrivare. Speländringar - Stabiliteten hos vissa PlayStation 3-mjukvaror har förbättrats. |
| 2.30 15 april 2008                                 | Systemändringar - PlayStation Store har fått ett nytt utseende - Lättare navigering - PlayStation Store har fått ett nytt gränssnitt vilket tillåter enklare navigation. Man kan förflytta sig mellan sidor lätt genom att trycka på knapparna X och O, man kan även förflytta sig till andra sidor snabbare. - Ny layout - PlayStation Store har numera en ny layout som gör det lättare att hitta det man söker. - Avatarvisning - Man kan nu visa sin "PlayStation Network account avatar" på sidorna på PlayStation Store. - "Content status display" - En ikon indikerar nu statusen hos varje objekt: Objekt som köpts och objekt som är i kundvagnen. Mediaändringar - Blu-ray Disc-uppspelningen har numera stöd för DTS-HD Master Audio och DTS-HD High Resolution Audio. - Systemet har dock inte stöd för uppspelning av DTS-ES och DTS 96/24 för DVD-Video eller DTS-ES Matrix för Blu-ray Disc. |
| 2.20 25 mars 2008                                  | Settings changes - Metoden för att registrera (para) Bluetoothenheter har förändrats och du kan nu registrera fler enheter. - En BD Internetanslutningsinställning har lagts till under menyn "BD/DVD-inställningar". - En inställning för val av till vilken enhet ljud skall matas ut till har lagts till under menyn för Remote Play. Mediainställningar - Man kan nu spela upp DivX- och WMV-filer som har en filstorlek på mer än 2 GB. - Stödet för XviD-filer har uppdaterats, många fler filer kan nu upptäckas, men känns igen som MPEG-4-filer. - Undertexter kan numera visas under DivX-uppspelning. - DVD/BD-uppspelning fortsätter numera där den slutade spelas upp, även om skivan tas ut och sätts i igen eller om konsolen helt stängs av. - BD-J-formatet stödjs ej. - Man kan nu visa bilder under redigering av spellistor. - Man kan nu spela musik under redigering av spellistor. - En funktion kallad "Mosquito Noise Reduction" har lagts till som ett alternativ i kontrollpanelen vid uppspelning av standard-DVD. - BD disc med formatet BDMV stödjs ej. - Man kan numera kopiera spellistor som skapats under Foto respektive Musik till ett PSP-system. Skivändringar - Blu-ray BD-Live Profile 2,0 stödjs numera. - - Användare kan nu använda flera interaktiva funktioner såsom nedladdningsbart videoinnehåll, ringsignaler, interaktiva filbaserade spel, tillsammans med Profile 2.0-kompatibla Blu-ray Discs. Det interaktiva innehållet kan variera mellan olika skivor. - Nu kan skivorna BD-R version 1.2 (LTH* BD-R) spelas upp. - LTH, eller låg till hög (low to high), är inspelningsmetod som stödjer organisk fär, engångsskrivningsmedia (BD-R). Systemändringar - Nu kan vissa systeminställningar ändras på under remote play. - Spara mål har lagts till som ett alternativ i sökmenyn hos webbläsaren. Detta alternativ låter dig spara en fil som är länkad till från en webbsida, såsom en bild eller en video, på PS3:ns hårddisk eller ett externt lagringsmedium. - Webbläsaren visar nu vissa sidor snabbare. - Genom att använda webbläsaren kan man nu spela upp en videofil* samtidigt som den spelas upp. - Vissa typer av videofiler kan inte visas på detta sätt, utan måste laddas ned helt innan de kan spelas upp. - Andra operativsystem kan numera utnyttja funktionen Wake-On-Lan. |
| 2.17 12 mars 2008                                  | Game changes - Stabiliteten hos vissa PlayStation 3-mjukvaror online har förbättrats. Systemändringar - Stöd för PlayStation 2-spel med valbar och obligatorisk installation. |
| 2.10 18 december 2007                              | Inställningsändringar - Röstförändringsfunktionen har tillagts till chatten och är tillgänglig i spel som stödjer mikrofoner - Tonen hos ljudet som matas in från en ljudenhet som till exempel en mikrofon kan förändras. - Bitmappning "Typ 3" har lagts till som ett alternativ under musikinställningar- Mediaändringar - En ny visualiseringseffekt "Earth Visualization" har lagts till. För att byta mellan visualiseringar trycks fyrkant ned. - DivX, XviD och VC-1 (WMV) har lagts till bland filtyperna som kan visas. - För att spela upp formatet VC-1 (WMV) måste användaren aktivera WMA-uppspelning under systeminställningsmenyn. - Copyrightskyddade filer som har kodats i DivX 3.11 kan inte spelas upp. - DivX-filer som är 2 GB och större kan inte heller spelas upp. Skivändringar - Numera finn stöd för Blu-ray Bonus View Profile 1.1. - Användare kan numera använda sig av flera nya funktioner såsom uppspelning av flera videor på samma gång med skivor kompatibla med Profile 1.1. De funktioner som finns att tillgå varierar beroende på vilken skiva man använder. - "BD Data Utility" har lagts till. Det data som Blu-Rayskivan använder sparas i denna mapp. Speländringar - Användare kan nu spela PlayStation-spel på en PSP med Remote Play. (Denna funktion tillkännagavs inte) - Bakåtkompatibilitet (via emulation) för PS1- och Playstation 2-spel på modeller som saknar Emotion Engine har förbättrats. (Uppdateringen tillkännagavs inte heller men kunde observeras på Sonys bakåtkompatibilitetssida. Andra ändringar - PlayStation 3:s RSX kan inte längre kommas åt via Linux. |
| 2.01 20 november 2007                              | Inställningsändringar - Funktionen Remote Starts specifikationer har ändrats för att hindra att den startas av misstag av användaren. Skivändringar - Konverteringen DSD-till-DTS har tagits bort igen. Optisk utmatning från SACD finns kvar, men endast i stereo. Speländringar - Stabiliteten hos vissa mjukvaror för PlayStation 3 har förbättrats. - Stabiliteten när upskalat PS2-material visas har förbättrats. - Endast för modeller som stödjer PS2-material. Systemändringar - Stabiliteten hos systemprogramvaran har förbättrats när vissa operationer utförs, bland annat webbläsaren och "Information Board". |
| 2.00 8 november 2007                               | Inställningsändringar - Man kan nu modifiera ikonerna i XMB:n och/eller bakgrund genom att använda en temakompilerare designad av Sony för PlayStation 3. - Remote Start har lagts till som ett alternativ under "Remote Play Settings". - Färg], bakgrund och teckensnitt har lagts till som alternativ under "Theme Settings". - Man kan välja [Brightness] under [Theme Settings] > [Background]. - Processen för att ställa in nätverksinställningarna har ändrats. - Man kan nu välja Canonskrivare under skrivarinställningar. Mediaändringar - Man kan nu skapa spellistor för musik och bilder. Skivändrinqar - Man kan nu spela SACD via digital optisk ljudutmatning. DSD-strömmen konverteras till multikanalig DTS eller stereo-PCM, beroende på iställningar. Speländringar - Vibrationsfunktion har lagts till som ett alternativ under kontrollerinställningar i menyn som visar sig när PS-knappen trycks ned på den trådlösa handkontrollen. - För att använda denna funktion behövs en DualShock 3-handkontroll. Systemändringar - Nya grupperingsalternativ för gruppinnehållsfunktionen har lagts till under alternativmenyn. - "Information Board" har lagts till som en funktion under "Nätverk". PlayStationrelaterade nyheter kan visas på konsolens hemmeny. - "PlayStation Network" har lagts till som en kategorimeny i XMB:n. - "Trend Micro Web Security for PS3" har lagts till som ett säkerhetsalternativ under webbläsaren. - Man kan nu visa videoinnehåll (som en progressiv nedladdning) samtidigt som det laddas ned från PlayStation Store. - Röst/videochatmenyn har ändrats. - Man kan nu använda PlayStation Eye-kameran för röst/videochat. |
| 1.94 23 oktober 2007 Ej neddladdningsbar           | Speländringar - Lägger till stöd för DualShock 3-kontroller, endast tillgänglig på spelskivan Ratchet & Clank Future: Tools of Destruction. |
| 1.93 12 september 2007                             | Systemändringar - Stabiliteten hos nätverksanslutningen har förbättrats. |
| 1.92 4 september 2007                              | Speländringar - Spelbarhetsstatus med PlayStation 3-system ändrad för vissa PlayStation 2-titlar. Detta påverkar inte titlar i Europa, Mellanöstern, Afrika och Oceanien. |
| 1.90 24 juli 2007                                  | Inställningsändringar' - Bakgrundsfunktion för XMB:n lades till. - Stöd för textinmatning i förenklad kinesiska har lagts till. Mediainställningar - Uppspelning av video kodad i formatet AVCHD sparade på Memory Stick-media eller på hårddisken hos en digital videokamera stöds numera. Skivändringar - Uppdateringen ger stöd för att ändra samlingsfrekvensen på CD-utsignalen till 44.1/88.2/176.4 kHz, att använda funktionen "Bit Mapping" i "Music Setting" och att tvinga 24 kHz-utsignal över HDMI. - Möjligheten att mata ut spelskivor genom att använda handkontrollen. Speländringar - Möjligheten att sortera spel som har sparats på hårddisken på PlayStation 3 har lagts till. Systemändringar - Emoticons i meddelanden under menyn Vänner. - Möjligheten att mata in text direkt till en webbsida genom att använda ett USB-tangentbord finns numera. - Möjligheten att använda traditionell kinesiska som en textinmatningsmetod. - Webbläsarprestanda har förbättrats. - En säkerhetsfunktion till webbläsaren kan användas. - avatarn rör sig numera under en så kallad "audio visual chat". |
| 1.82 28 juni 2007                                  | Mediaändringar - Stöd för uppspelning av video kodad i AVC High Profile (H.264/MPEG-4 AVC) lades till. |
| 1.81 15 juni 2007                                  | Inställningsändringar - Metoden för att ställa in "RGB Full Range (HDMI)" under skärminställningar har förbättrats. Systemändringar - Stabiliteten hos nätverksanslutningen som används under spelande förbättrades för vissa PlayStation 2-spel som stödjer onlinespel. |
| 1.80 24 maj 2007                                   | Settings changes - Remote Play över Internet är nu ett alternativ. Bredbandsanslutning och PSP med systemprogramvara 3,50 eller nyare krävs. Mediaändringar - Möjlighet att skriva ut fotografier via USB. (För tillfället är endast vissa skrivare från Epson och Canon kompatibla) - Möjlighet att zooma och beskära foton. - Lade till en ny typ av bildvisning (slideshow). Skivändringar - Möjlighet att skala upp standard-DVD-videor till 1080p. - Möjlighet att skala ned Blu-ray-video till 720p. - Möjlighet att spela upp 1080p Blu-ray-video vid 24Hz. - Möjlighet att ändra CD-information och att skicka ändringen till AMG. Speländringar - Möjlighet att skala upp PS1- and PS2-spel har lagts till. - Möjlighet att använda antialias på PS1- och PS2-spel. - Möjlighet att kopiera sparade spel från PS1/PS2-spel från PS3 till Memory Cards genom att använda using en så kallad Memory Card adapter. - Bakåtkompatibilitet (via emulation) för PS1- och PS2-spel på modeller som saknar Emotion Engine har förbättrats. Systemändringar - Lade till kompatibilitet för DLNA. - Lade till stöd för färgpaletten xvYCC. - HDMI-drivrutinsversionen uppdaterades, vilket gav bugfixar för till exempel ett problem med blinkande på Westinghouse 1080p LCD-TV-apparater. |
| 1.70 18 april 2007                                 | Speländringar - Lade till möjligheten att spela original-PlayStation-spel nedladdade från PlayStation Store. - Lade till skakfunktionen för USB-anslutna tillbehör när PS2-spel spelas. - Sparade data från PlayStation.mjukvara kan nu användas på både Ps3 och PSP. - Bakåtkompatibilitet (via emulation) för PS1- och PS2-spel på modeller som saknar Emotion Engine har förbättrats. |
| 1.60 23 mars 2007                                  | Inställningsändringar - Lade till stöd för Remote Play på 20 GB-modellen. - Stöd för Blutooth-tangentbord och möss. Skivändringar - Stöd för uppspelning av BD-RE (Blu-ray Disc recordable) ver 3,0. Speländringar - Första versionen att stödja mjukvaruemulering av PS1/PS2-spel för PAL-konsoler. Systemändringar - Lade till Folding@home.klienten. - Lade till bakgrundsnedladdningsfunktionen (möjligheten att ladda ner samtidigt som man gör något annat). - Lade till ett QWERTY-skärmtangentbord utöver standardskärmtangentbordet till PlayStation. |
| 1.54 28 februari 2007 Första europeiska släppet    | Mediaändringar - Lade till individuella användarikoner från Fotomenyn. Systemändringar - Lade till stöd för USB-webbkameror. |
| 1.51 2 februari 2007                               | Speländringar - Expanderade stödet för mjukvara för PlayStation 2. |
| 1.50 24 januari 2007                               | Spelinställningar - Rättade till grafikfel på spel till PlayStation and PlayStation 2. Systemändringar - Edy-funktionalitet lades till (endast japanska versionen). |
| 1.32 21 december 2006                              | Speländringar - Onlinespelsfunktionaliteten uppdaterades. |
| 1.31 13 december 2006                              | Speländringar - Tillät användandet av hårddisken för vissa PlayStation 2-spel. - Utökade kompatibiliteten för spel till PlayStation och PlayStation 2. |
| 1.30 6 december 2006                               | Speländringar - Kompatibilitet för USB-enheter för PlayStation 2spel lades till. |
| 1.11 28 november 2006                              | Systemändringar - Kontohantering lades till. |
| 1.10 11 november 2006 November 17, 2006            | Systemändringar - PlayStation Network-tjänster och Remote Play för 60 GB-modellen har lagts till. |

### Tillbakadragningen av uppdatering 2.40
Systemprogramvara version 2.40, vilken inkluderade åtkomst till XMB:n under spel och funktionen PlayStation 3 Trophies, släpptes den 2 juli 2008. Den drogs dock tillbaka samma dag eftersom ett litet antal konsoler inte kunde starta om efter att uppdateringen genomfördes. Felet förklarades ha orsakats av att vissa systemadministrativa data fanns på hårddisken.' Felet åtgärdades i version 2.41 och släpptes den 8 juli 2008.